# Philippinenhof-Warteberg
Philippinenhof-Warteberg, Kassel-Philippinenhof-Warteberg – okręg administracyjny Kassel, w Niemczech, w kraju związkowym Hesja. W 2010 roku okręg liczył 4066 mieszkańców.